# 全價值營養
全價值營養（德語：Vollwerternährung）指的是一種飲食概念，優先選擇新鮮未加工的食材和全穀類食品。這個概念是來自維爾納·科拉特和馬克西米利安·比歇爾-本納提出的「全價值飲食」。按照一般說法，這個詞經常做為全價值營養的同義詞，也可說是「完整價值的營養學」：全價值營養學是基於德國營養學會的建議，指的是一個具有營養醫學目標的綜合飲食觀念。
全價值營養提倡高品質食物、更好的生態環境、社會、經濟的兼容性。

## 歷史

### 1933 年前的營養改革派
「全價值飲食」一詞源自於德文。雖然這個詞彙最早是由維爾納·科拉特於 1942 年提出，但其實早在 19 世紀末就已經受到自然療法及生活改革運動的影響而發展出來。1900年的時期多數生活改革派相信，工業化時代大多數人們攝取太多肉、太多糖、太多白麵粉、太多調味料、太多嗜好品，飲食方式完全錯誤而因此不健康。1850 年左右素食主義者與日俱增，而大部分的營養改革派為素食主義的信徒。他們一般來說會盡可能地優先選擇未加工的食物。這些營養改革派幾乎都來自德語系地區，雖然廣於所有社會階層推廣理念，但最終幾乎只有中產階級對他們的理念感興趣，尤其是受過教育的文化資產階級。
特奧多爾·哈恩做為自然療法治療師及素食者是全穀麵包的支持者，在 1861 年率先將格雷厄姆麵包帶入瑞士。他認為攝取無麥麩的白麵包是造成很多疾病的原因之一，尤其是歇斯底里症跟「情緒疾病」。通俗治療師路易·庫內也推廣盡可能全天然的飲食形式，也就是以生食為主：「最有營養價值的是保留完整型式的穀物，其次是磨成粗顆粒的穀粒跟穀粒麵包」；「『依循自然的飲食』是健康的基本前提」。
塞巴斯蒂安·克奈普也在他的克奈普醫學準則中提出健康營養。他並非素食者，然而也強調儘可能簡單的飲食及低加工的食材的價值。此外他寫道：「想要保持健康、充滿力量且強壯的人，必定需要造物主的穀物」以及「讓自然的東西儘可能自然；製備食物應簡單且天然，食物越接近原本大自然提供的狀態就越健康」。克奈普建議使用含有麩糠的的全麥麵粉，並將缺少最重要營養物質的精緻麵粉列為「人工麵粉」。
發明什錦果生穀片的瑞士醫師馬克西米利安·比歇爾-本納（1867-1939）被認為是全價值飲食的先鋒，發展出以植物性飲食為主的營養學。他認為所有植物可食部分，尤其是葉片，具有特別高的營養價值。比歇爾-本納也談到「陽光食物」（德語：Sonnenlichtnahrung）的營養，並假設植物能夠從陽光獲得特別的能量。當時在 1900 年代還未發現維生素，他認為已煮熟的植物性食物較沒有價值，而肉類的價值在比歇爾-本納的評價中更低。另外他也拒絕罐頭和高度加工的食品。在這方面他談到「營養的秩序」。畢切什錦果生穀片之所以會產生，是由於他嘗試製備一頓包含所有足夠重要營養素的理想餐點。比歇爾-本納在他的著作中已經使用「全價值營養」一詞。

### 納粹主義
在德國納粹主義時期，全民的營養是由國家影響操控的。營養政策的目標是確保「全民體格」（德語：Volkskörper）的健康。其關注的焦點中心就是所謂的「全穀麵包問題」（德語：Vollkornbrotfrage）。為了促使麵包店製造全穀麵包取代精緻白麵粉麵包，1939年成立了全穀麵包帝國委員會（德語：Reichsvollkornbrotausschuss）。帝國醫療指導萊奧納爾多·孔蒂聲明：
這場爭取全穀麵包的奮鬥就是一場為了全民健康的奮鬥。
而開始設立了麵包的品質認證標章。
維爾納·科拉特（1892–1970）當時與比歇爾-本納有來往，並在他所創辦的雜誌《轉折點》（德語：Der Wendepunkt）上發表。1942年科拉特發表其重要著作《我們的飲食秩序》（德語：Die Ordnung unserer Nahrung），其中使用了全價值飲食這詞形容「包含所有維持生物體及維持其物種所需」的飲食，至於營養概念本身，他則採用了比歇爾-本納已發表的論述，而科拉特的假設「讓我們的飲食盡可能地天然」則是修改自克奈普的語錄。科拉特將食物分成六個價值等級：加工程度越低，營養價值越高。他認為植物性食物的營養價值在根本上高於動物性，生食高於熟食。概念上他也將較少或無加工、還活著的「活物質」（德語：Lebensmitteln）食物，從他視為「死營養」（德語：tote Nahrung）的較高加工過的「營養物質」（德語：Nahrungsmitteln）食物區隔開來。納粹在梅克倫堡的帝國對外宣傳部（德語：Reichspropagandaamt Mecklenburg）的領導人給予科拉特的作品高度重視，並認定它具有戰略上的意義，在戰爭期間仍舊支持第二版的印刷出版，因為他深信此為一部「有價值、並且正是透過戰爭更凸顯其重要地位的作品」。

### 1945年後的發展
德國社會在1945年後至1960年代之間對特定的營養哲理較不感興趣，因為這段時間內大家優先考慮的是確保民生供給。之後則衍生出一種想要彌補戰期物資短缺的渴望，於是在1950年代有了所謂的「吃得好風潮（德語：Fresswelle）」。英國一直到1954年食物都是配給供應，直到1970年代才重新開始討論營養健康。
德國營養學會（DGE）於1953年成立，引入全價值的營養學概念，並基本上定義為包含所有必需營養素以理想型式、正確比例且份量足夠的飲食，肉類攝取建議變為只要適量。漢斯-阿德爾貝特·施魏格特於1954年成立國際食物與營養成分研究協會（IVG），工作重點也包含針對全價值的營養學的科學研究。有別於德國營養學會的全價值營養，協會於1955年說明「天然的肥沃土壤，以均衡的礦物質與微量元素供應的有機衛生施肥，加上健康欄養的動物所生產的健康無抗生素的奶品」也應包含在內。
馬克斯·奧托·布魯克（1909–2001）參考科拉特的觀點，在60年代發展出營養學理論，從1966年開始命名為「富含生機元素的全價值飲食（德語：」。這個名詞合併了漢斯-阿德爾貝特·施魏格特引導的集合名詞「生機元素」（Vitalstoffe）與科拉特的術語「全價值飲食」。另一種替代的是約翰·格奧爾格·施尼策爾的施尼策爾飲食（德語：Schnitzer-Kost）。
70年代末在吉森大學由克勞斯·萊茨曼領頭的營養學者，以科拉特的概念為根基並參考了國際食物與營養成分研究協會（IVG），發展出一套命之為「全價值營養（德語：Vollwert-Ernährung）」的營養學說。卡爾·馮·克貝爾經由父母認識了布魯克的全價值飲食並於1976年在吉森大學當家政營養學系學生時成立「另類營養學工作小組（德語：Arbeitskreis alternative Ernährung）」；他也在萊茨曼與布魯克之間牽起線。還在學生時期克貝爾就和托馬斯·門勒一起與布魯克成立了「健康諮詢學會（德語：Gesellschaft für Gesundheitsberatung），但於1980年退出。一年後湯瑪斯門勒和埃爾馬·施羅普（德語：Elmar Schropp）一起在吉森成立了「獨立健康諮詢協會」，此協會直到現在仍然致力於推廣全價值營養和立場中立、並以科學為依歸的營養教育。
萊茨曼、克貝爾和門勒將科拉特的學說現代化，並在他們的營養建議中納入生態與社會經濟的觀點。他們與科拉特和比歇爾-本納看法一致，高度重視草本飲食遠勝過動物性食物，於1981年出版了有關「全價值營養」研究的書籍，最新版是2004年的再版。

## 概念

### 全價值飲食（Vollwertkost）
細菌學與衛生學家維爾納·科拉特於1942年在《我們的飲食秩序》（德語：Die Ordnung unserer Nahrung）一書中提出全價值飲食的營養概念，基本理念是假設越少加工的食物越有價值營養。科拉特將食物分成六個「價值等級（德語：」：第一級為未改變的新鮮未加熱食物，第二級為經過機械性改變，第三級為經過酵素性改變，第四級為加熱處理的，第五級為醃製或高度加工的，第六級為萃取的食物成分或其合併型式。現在通常會將前三個等級一起討論，級數越低級的「活物質」食物越推薦，其他三種「營養物質」等級則不推薦。根據科拉特的理論，只有儘可能未加工的食物含有足夠的必須成分，稱之為「動物生長素（德語：Auxone）」。當缺乏動物生長素會形成「中度營養（德語：Mesotropie）」，是一種營養不良型態造成的慢性疾病。
科拉特將有含酵素的「活的食物」（德語：lebender Kost）列為活物質（德語：Lebensmittel；譯註：此為德文中食物一字字面意義），以此區分「死的營養成分」（德語：toter Nahrung），並命名為營養物質（字面意義為營養物質一字，在德文中同樣也是食物之意）；他取「熱量值」（卡路里）跟「新鮮值」來相對比，認為營養熱量是「部分價值」，而新鮮值才是營養的「完整價值」。根據他的看法，煮熟的食物基本上只有「部分價值」。
在戰後年代，牙醫約翰·格奧爾格·施尼策爾和內科醫師馬克斯·奧托·布魯克發表了根據全價值飲食的營養學理。「自然飲食（德語：Naturkost）」一詞雖然也因為有機食品而廣為流傳，但這是源自於生活改革運動，出發點與其他在20世紀開始流傳的營養科學理論有所不同。

### 全價值的營養學（Vollwertige Ernährung）
德國營養學會（DGE）將「全價值飲食」改為「全價值的營養學」一詞。德國營養學會的簡短定義為，當一個飲食包含所有以正確的比例和型式存在且份量足夠的必需營養素，才能夠稱之為全價值的營養學，同時也考慮到食物能否帶來飽足感。根據大多數營養學者的看法，所謂「正確的比例」是指50-60％熱量來自碳水化合物、30％來自脂肪和最多20％來自蛋白質。全價值的營養學可以是素食的形式，但非必然。全素從營養生理學角度來看被認為是不足的。
德國營養學會於1953成立，目標為「透過指導民眾正確且完整價值的營養學以維持並提高其健康和體能」。起初先建議全穀麵包、馬鈴薯、乳製品及相對較高比例的生食。1955年在德國營養學會雜誌「營養環顧（Ernährungs-Umschau）」提到：「以科學意義來說全價值營養學是包含所有提供人體能量所需的足夠必要成分的營養攝取形式。」自60年代德國營養學會總結出十項營養建議準則。
目前全價值營養學的營養準則：
- 包含所有營養素的均衡營養
- 優先選擇植物性食物
- 每天應攝取五份蔬菜水果
- 少糖少鹽
- 製備過程中盡可能不去改變食物
- 穀類產品、牛奶及乳製品應每天攝取
- 每週吃300公克至600公克肉類及魚類，少吃香腸
- 少脂肪及高脂食物；優先使用植物性脂肪
- 每天喝1.5至2公升的水
- 多樣化的食物

全價值的營養學的重點是穀類產品、馬鈴薯、豆類、蔬菜和水果，其中以全穀產品優先，生食則視為具有特別高的價值。德國營養學會建議每天五份蔬果而不是一般的三餐－每餐都應有水果或蔬菜。肉類不應每天攝取，魚類每周攝取一到兩次，香腸和蛋少吃。優先選擇的飲料應為礦泉水、稀釋的果汁和不含糖的茶。奶類不列為飲料，而是一種食品。咖啡、紅茶和酒精飲料視為不適當的飲料來源。

### 全價值營養
全價值營養一詞起初是在50年代由國際食物與營養成分研究協會（IVG）開始使用，當時已經包含生態的觀點。在1956年在一篇刊物提到：「我們認為健康的全價值營養是基於以生態為導向的農牧業和園藝，包括順應天性、和諧畜牧的養殖。」
現今全價值營養學的概念是來自營養學者克勞斯·萊茨曼、卡爾·馮·克貝爾和托馬斯·門勒於1981年發表並最近2003年更新。克勞斯·萊茨曼和其同事於90年代在吉森大學舉出有關全價值營養對健康有益的科學證據「吉森全價值營養研究」（德語：Gießener Vollwert-Ernährungsstudie）。
全價值營養的定義－因為提出者位處吉森，所以稱為「吉森公式」（德語：Gießener Formel）：
全價值營養是一個以植物為主（奶素）的飲食方式，優先選擇低加工的食品。將高健康價值且新鮮的食物製備成適宜好消化的菜餚。主要食材為蔬菜、水果、全穀類、馬鈴薯、豆類、奶品及乳製品，此外可以包含少量的肉、魚和蛋。建議攝取豐富的未加熱的新鮮食物，約佔食物總量的一半。  除了健康適宜性外，也必須基於永續發展的理念，考量糧食系統的環境、經濟和社會適宜性，使用有機農業、在地及當季產品的食品。此外也必須注重展品的環保包裝，使用與發展中國家公平交易的產品。全價值營養應支持全世界的高生活品質－尤其是健康、環境保護、公平經濟關係與社會正義。——C·萊茨曼、K·克貝爾和Th·門勒，吉森公式更新。獨立健康諮詢協會論壇 20 (5), S. 256, 2003
全價值營養由吉森的營養學者基於比歇爾-本納和科拉特的營養學論述所建立的。他們相信儘可能少加工的食物含有天然成分的「完整價值」而因此稱為「全價值」。他們將科拉特主導的全價值飲食一詞改為全價值營養。吉森的營養模型將食物由原本的六層改為分成四層，從「未／少加工」（非常值得推薦）到「過度加工」（不值得推薦），沒有提供營養素的攝取建議。
穀類中應優先選擇全穀類產品，奶類跟乳製品攝取適量就好，最好選擇鮮乳或巴氏殺菌的全乳。肉類、魚類和蛋的攝取列在非必須的等級，但也不需完全避免，可適度每週吃兩餐肉類、一餐魚和兩顆蛋。香腸完全不建議，內臟則由於環境汙染應少吃。由於糖和甜味劑可能導致肥胖和糖尿病，所以要避免。
每天飲建議一半為生食，因為生食含有較多重要的物質。然而並非所有的人都適合生食，尤其是老年人的生食比例比例應降低。食物添加劑基於健康風險則應避免。
全價值營養中第四類不值得推薦的食物特別為營養添加劑、冷凍食品、基改食品（新穎食品）、薯條、大豆萃取物如「黃豆肉」、黃豆蛋白、黃豆卵磷脂、氫化人造奶油、煉乳、再制奶酪、碳酸飲料、香精和甜食。
但全價值營養模型不單純是建立在營養科學的概念之上，更包含了意識形態的元素及政治和環保的論述。營養攝取除了健康適宜性外也應考慮環境與社會適宜性，因此應優先考慮當地的產品。盡可能的避免吃肉同樣也是出於生態環境上的考量，尤其是因為穀類和豆類（特別是黃豆）是可以直接取代肉、奶和蛋類產品，而做為人類的食物，這樣可以在同樣大小的耕地餵養更多的人，因為從植物性飼料轉變成動物性產品時會流失65-90％的蛋白質和食物能量。
依著社會正義的理念，全價值營養也提倡具互助思維的消費者購物型態，例如優先選擇「公平貿易」的產品，也批評歐盟的「農業保護主義」，並拒絕基因工程技術、新穎食物和食品輻射照射。
吉森的營養學者們為他們的營養學設立七個準則：
1. 適宜好消化的菜餚
2. 優先選用植物性食品（以奶素為主的餐食）
3. 優先選用低加工的食品及豐富的新鮮食品
4. 有機生產的食品
5. 當地當季的農產品
6. 環保包裝的產品
7. 公平貿易的食物

現今在大部分的德語營養諮詢單位，如德國營養學會、消費者組織、獨立健康諮詢協會，都推薦符合全價值營養或全價值營養學的飲食方式。

## 缺点

### 未處理食品的概念
未經處理的「原始」食物比處理過的食物健康的觀點並沒有科學證據。很多食物是在人類在經過長久的歷史中學習到如何適當的製備之後才變為可食用。全價值飲食避免了食物變性，卻忽略了胃酸酸性pH值的變性作用。
很多食物如馬鈴薯、豆類或米都是必須經由烹煮才能食用。可見生食論述的部分無法闡釋怎樣程度的飲食方式是「健康」的。
科拉特的六種價值食物分類也不盡然合理：例如瘦肉視為加熱處理過的（第四級），內臟卻算在抽取的物質（第六級）；川燙的豆類被視為未加熱的（第一級），果汁卻是加熱過的（第四級）；水果茶算是未加熱，麥芽咖啡卻列在加熱過的食物；而貝類則被分在機械性改變的食物類別裡。

### 耐受性
全價值營養－尤其是有高比例的生菜－會對某些人造成嚴重的脹氣或消化不良。就此問題，提倡全價值營養的代表馬克斯·奧托·布魯克誤認為新鮮食物和全穀麵包是因為加了工業製成的精糖而造成耐受不良，並且建議在將飲食方式轉換成全價值營養飲食時徹底避免任何精糖。
食品化學家烏多·波爾默也針對耐受問題指出，植物還有特定成分可以抵禦害蟲，這些特定成分只有在經過加工製備（例如加熱或發酵）才可以充分去除，此外全價值營養的纖維量比例較高。
「時而有單一案例，尤其是慢性疾病患者，因為這樣的飲食方式病情短暫獲得改善，但大多數人會在一開始遇到嚴重的消化問題，抱怨強烈疼痛的脹氣和未成形的發臭糞便；這些是因為腸內菌分解的過程中，無法消化或是難消化的高纖維飲食會產生有毒的發酵醇和生物胺，長期下來會傷害腸黏膜和位於腸道的免疫系統。因此對大多數人來說，這種飲食型態長期來看是不合適、甚至有害的。」

## 效用
定期地從全穀類食物攝取更多的纖維素，能降低血膽固醇的幅度有限。對於預防大腸癌作用的研究結果則不一致：一項由五個介入型研究所做的綜合分析指出沒有任何預防大腸癌的作用，相反地歐洲癌症營養前瞻性調查研究（EPIC-Studie）證實高纖維的飲食可以降低約40％的大腸癌風險。德國營養學會建議每天攝取至少30克纖維素，最好來自於全穀類、蔬菜、新鮮或乾燥的水果和堅果。